# Lamontélarié
Lamontélarié är en kommun i departementet Tarn i regionen Occitanien i södra Frankrike. Kommunen ligger i kantonen Anglès som tillhör arrondissementet Castres. År 2022 hade Lamontélarié 55 invånare.

## Befolkningsutveckling
Antalet invånare i kommunen Lamontélarié
| Referens: INSEE |